# Sats (lingvistik)
Satsen är den största syntaktiska enheten. Satser består av en nexuskonstruktion, det vill säga predikat samt eventuellt subjekt. Nexuset kan också kommenteras eller modifieras av adverbial. De komponenter som bygger upp en sats kallas för satsled, satsdelar eller konstituenter.
Liksom övriga syntaktiska enheter är satser rekursiva; satser som ingår i andra satser kallas för bisatser, medan satser som inte ingår i andra satser kallas för huvudsatser. I undervisningssammanhang är det dock vanligt att satsens uppbyggnad istället beskrivs linjärt, med hjälp av ett så kallat satsschema.
I bland annat svenskan är subjektet obligatoriskt i typiska påståendesatser. Många språk har emellertid inte detta subjektstvång, exempelvis många språk med personböjda verb, eftersom det semantiska subjektet där avslöjas av verbformen. När verbet står i imperativ krävs inte heller i svenskan att subjektet anges, eftersom det förutsätts vara andra person (du eller ni).